# 大牟田市立白光中学校
大牟田市立白光中学校（おおむたしりつはっこうちゅうがっこう）は、福岡県大牟田市に所在する公立中学校。

## 所在地
- 福岡県大牟田市椿黒町32番地

## 沿革
- 1948年 - 大牟田市立第五中学校から分離し大牟田市立第八中学校設立
- 1950年 - 大牟田市立白光中学校と改称

## 通学区域
- 明治小学校区
- 白川小学校区[1]

## 周辺
- 西鉄天神大牟田線 - 新栄町駅
- 鹿児島本線
- 国道208号
- 福岡県道・佐賀県道18号大牟田川副線